# Howell Davis
Captain Howell Davis (eller Davies) (født ca. 1690, død juni 1719) var en walisisk pirat. Han var aktiv pirat i bare 11 måneder, fra juli 1718 til juni 1719, da han blev dræbt i et bagholdsangreb. Hans skibe var Cadogan, Buck, Saint James og Rover.

## Links
- Pirate Encyclopedia: Howell Davis Arkiveret 7. juli 2011 hos  Wayback Machine
- Pirates: Life at sea: Maritime, sea & ships: Fact files